# Военный музей (Валенсия)
Военный музей — один из музеев города Валенсия, Испания, посвящённый военной истории Испании и истории Испанской армии.
Экспозиция музея расположенная недалеко от старого русла Турии в неприметном и небольшом с виду здании, на деле включает в себя 22  зала подлинных экспонатов. Во внутреннем дворе и в первых залах выставлены образцы орудий и военной техники, в том числе, времён войны испанцев против Наполеона и испанской Гражданской войны. Далее следует коллекция снарядов и патронов, затем коллекция огнестрельного оружия XIX—XX веков, произведённого в различных странах, кавалерийского холодного оружия. Отдельные залы демонстрируют историю артиллерии и инженерных войск. На втором этаже находится галерея батальной живописи, коллекция орденов и медалей и большой зал с миниатюрными макетами сражений Наполеоновских войн в Испании в центре и мундирами XIX—XX веков по стенам.
Музей отличается толерантным отношением к франкизму, в нём экспонируются парадные портреты и бюст каудильо, мундиры его генералов, и награды, полученные бойцами Голубой дивизии на Восточном фронте (в боях против Советского союза в Великой Отечественной войне).